# Феррейра, Давид
Давид Артуро Феррейра Рико (исп. David Arturo Ferreira Rico; родился 9 августа 1979 года в Санта-Марте, Колумбия) — колумбийский футболист, игравший на позиции полузащитника. Выступал в сборной Колумбии.

## Клубная карьера
В 1997 году Феррейра дебютировал за команду второго дивизиона «Экспресо Рохо». В 1999 году он перешёл в «Реал Картахена», но так и не сыграл за команду ни матча. В 2000 году Давид перешёл в «Америку». В своем первом сезоне он выиграл Кубок Мустанга. Это достижение Феррейра повторил ещё дважды в 2001 и 2002 году. В команде Давид провел пять сезонов, приняв участие в 217 матчах и забив 28 мячей, а также став футболистом национальной сборной.
В 2005 году Давид перешёл в бразильский «Атлетико Паранаэнсе». 3 июля в матче против «Бразильенсе» он дебютировал в чемпионате Бразилии. В 2008 году Феррейра на правах аренды выступал за «Аль-Шабаб» из Дубая, с которым выиграл чемпионат ОАЭ.
В 2009 году Феррейра на правах аренды перешёл в американский «Даллас». 22 марта в матче против «Чикаго Файр» он дебютировал в MLS. 8 октября в поединке против «Сан-Хосе Эртквейкс» Давид забил первый гол за новый клуб и помог своей команде победить. В 2010 году Феррейра выиграл чемпионат Западной конференции и был признан Самым ценным футболистом MLS. В 2011 году Даллас выкупил трансфер Феррейры у «Атлетико Паранаэнсе».

## Международная карьера
31 января 2001 года в товарищеском матче против сборной Мексики Феррейра дебютировал за сборную Колумбии. В том же году Давид попал в заявку национальной команды на участие в Кубке Америки. На турнире он принял участие в матче против сборной Венесуэлы и завоевал золотые медали. В 2004 году он второй раз поехал на Кубок Америки, на этот раз Феррейра сыграл три матча, а его команда стала четвёртой. В 2007 году Давид в третий раз принял участие в розыгрыше Кубка Америки, как и в предыдущий раз он сыграл три матча.

## Личная жизнь
Сын Давида Феррейры — Хесус — также стал профессиональным футболистом.

## Достижения
Командные
 «Америка (Кали)»
- Чемпионат Колумбии по футболу — 2000
- Чемпионат Колумбии по футболу — 2001
- Чемпионат Колумбии по футболу — Апертура 2002

 «Аль-Шабаб (Дубай)»
- Чемпионат ОАЭ по футболу — 2007/08

Международные
 Сборная Колумбии
- Кубок Америки — 2001

Индивидуальные
- Самый ценный футболист MLS — 2010